# Antonio Marangi
Antonio Marangi (Taranto, 26 aprile 1938 – Alessandria, 14 novembre 2016) è stato un calciatore italiano, di ruolo centrocampista.

## Caratteristiche tecniche
Giocò nel ruolo di centrocampista offensivo.

## Carriera
Giocò in Serie A con il Messina.